# Onthophagus oblongus
Onthophagus oblongus là một loài bọ cánh cứng trong họ Bọ hung (Scarabaeidae).